# Stack Pierce
Robert Stack Pierce (15 giugno 1933 – 1º marzo 2016) è stato un attore statunitense.
La sua carriera di attore è iniziata nei primi anni '70 con ruoli televisivi nelle serie Arnie, Room 222, Mannix, Missione impossibile e successivamente come Jake, il comandante alieno nella serie di fantascienza degli anni '80 V - Visitors. I suoi ruoli cinematografici includono quelli in Night Call Nurses, Hammer, Cool Breeze, Low Blow e Weekend con il morto 2.

## Biografia
Pierce era stato campione di boxe. In seguito ha giocato a baseball professionistico, iniziando con l'organizzazione Cleveland Indians e successivamente con l'organizzazione Milwaukee Braves. Dopo aver lasciato il liceo, si arruolò nell'esercito dove era un ingegnere aeronautico. Durante il periodo nell'esercito ha giocato a baseball nei servizi speciali. Si avvicinò al radar dei Ckeveland Indians e firmò un contratto con la Major League. Non molto tempo dopo, i Milwaukee Braves acquistarono il suo contratto ed egli rimase con loro per sei anni fino al suo pensionamento nel 1960. Più tardi si trasferì a Los Angeles con sua moglie.
Ha avuto ruoli importanti e ricorrenti in numerosi film di Leo Fong e in alcuni film di Fred Williamson . Tra i film in cui è apparso con Williamson ci sono Hammer (1972), No way Back (1976, nella parte di Bernie). Altri inclusi, The Big Score (1983), The Messenger (1986) e Transformed (2005).
È apparso nel programma radiofonico di Michael Dante, On Deck .

### Anni '60 -'70
L'entrata in scena di Pierce è avvenuta a seguito dell'incoraggiamento da parte di sua moglie. Lo ha spinto al provino per la sua prima opera teatrale, intitolata Ebanites. Era diligente nello studio della recitazione e ha lavorato molto con una compagnia di repertorio. Nel 1972, è apparso nel film Cool Breeze nel ruolo del tirapiedi, Tinker. Quindi è apparso come Jon Sampson nel film diretto da Jonathan Kaplan Night Call Nurses. Il film è stato prodotto anche dalla moglie di Roger Corman, Julie. Sempre quell'anno è apparso nel suo primo film di Fred Williamson, Hammer, in compagnia di Bernie Hamilton, Vonetta McGee e William Smith.

### Anni '80
Il 1980 segna il primo ingresso di Pierce in numerosi film di Leo Fong. Ha interpretato Frank Washington in The Last Reunion aka Revenge of the Bushido Blade, diretto da Jay Wertz. Il film in cui Fong interpretava il rulo principale, con Cameron Mitchell, Hal Bokar, Vic Silayan e Charlie Davao era il classico tipo di film di vendetta con un soldato che si riuniva per raccontare i vecchi tempi e un giapponese che veniva a vendicarsi di quanto accaduto 33 anni prima. Nel 1980, è stato nominato per un NAACP Image Award per il suo ruolo nell'episodio "Sweet Land of Liberty" della serie televisiva Quincy.
È anche apparso con Wings Hauser e Beverly Todd nel film cult del 1982 Police Station - Turno di notte, nel ruolo di un proprietario di garage per il quale Hauser si dirige dopo essere fuggito dalla polizia. Nel 1983, è apparso nei panni del Capitano Jake, il comandante alieno nella serie di fantascienza V. Nel 1984, era in un altro film di Leo Fong, Killpoint, diretto da Frank Harris . Ha interpretato la parte di Nighthawk, lo scagnozzo dalla faccia di pietra che è il sideman del trafficante di armi, Joe Marks (interpretato da Cameron Mitchell ). Nel 1986, è stato in un altro film di Fong, Low Blow nei panni di Duke. Il film, interpretato anche da Cameron Mitchell, Troy Donahue, Diane Stevenett, Akosua Busia e Woody Farmer, parla di una figlia di un ricco uomo d'affari che è stato rapito da un culto religioso e un detective che è stato ingaggiato per riaverla.

### Anni 1990-2000
Nel 1997, è apparso nel ruolo di Will in Moonbase di Paolo Mazzucato, un film su un equipaggio che gestisce una discarica sulla luna e che deve scacciare i prigionieri fuggiti da un satellite della prigione in orbita che inseguono le armi nucleari sepolte nella spazzatura.
Qualche tempo dopo la morte della moglie Marion di cancro nel giugno 1998, si ritirò dalla recitazione e divenne un regista teatrale. Ha anche rivisitato il baseball di cui era appassionato e si è trasferito in un'altra carriera come allenatore. Questo è durato per sei anni fino a quando ha subito un ictus nel 2012. Dalla fine degli anni '90, la sua carriera di attore è stata ridotta e il suo ultimo lavoro di recitazione è stato nel 2005, un ruolo nel film di Leo Fong Transformed che comprendeva anche Fred Williamson, Ken Moreno e Tadashi Yamashita. Aveva anche diretto alcune opere teatrali tra cui A Raisin in the Sun, My Brothers 'Blood, In My Father's House e One Last Look .

### Attività successive
Da quando la sua carriera di attore è stata ridotta, anni successivi lo hanno visto coinvolto nel lavoro giovanile e di beneficenza. Alcuni degli eventi in relazione a questo hanno incluso la Multicultural Golf Association of America in cui è stato coinvolto nel programma per l'empowerment dei giovani. È anche membro di Speakers International .
Nell'agosto 2011, insieme alla leggenda del basket Lenny Wilkens, è stato coinvolto nella raccolta fondi della Fondazione Lenny Wilkens per la clinica per bambini di Odessa Brown. Nel dicembre 2011, con Johnny Bench, Sam Boghosian, Billy Erickson, Patrick Evans, Ron Fairley, Barry Jaeckel, Tom Kennedy, membro del consiglio dell'UCCPIE Kris Long, Dan McGrath, Ron Masak, Bill Marx, Nolan North e Frankie Randall, Pierce era uno dei golfisti famosi nel 16 ° torneo annuale di Dennis James Golf Classic.
Il 28 agosto 2014, Stack ha partecipato al tredicesimo torneo annuale di golf Jim "Mudcat" Grant a Binghamton, New York. Questo è stato il decimo anno di Stack al torneo di golf sponsorizzato da Security Mutual Life. Il torneo beneficia il Boys & Girls Club di Binghamton, le organizzazioni benefiche cattoliche, la Lega urbana della contea di Broome, il CHOW e le forze armate statunitensi. Altre celebrità presenti nel 2014 sono state Fred Williamson, Meadowlark Lemon, Gina "Chirpie" Casey, Vernon Law, Al Downing, Fergie Jenkins, Michael Norris, JR Richard, Cliff Johnson e Bob Kendrick.

### Lavori al di fuori della recitazione
Nel luglio 1978, Pierce insieme ai musicisti Side Effect e DJ Rogers partecipò al programma annuale Youth On Parade di Reve Gibson per ritirare un premio.

### Morte
Pierce è morto il 1 marzo 2016.

## Filmografia

### Cinema
- I diamanti sono pericolosi (Cool Breeze), regia di Barry Pollack (1972)
- Night Call Nurses, regia di Jonathan Kaplan (1972)
- Hammer, regia di Bruce D. Clark (1972)
- Detective G (Trouble Man), regia di Ivan Dixon (1972)
- Trader horn il cacciatore bianco (Trader Horn), regia di Reza Badiyi (1973)
- Cleopatra Jones: licenza di uccidere (Cleopatra Jones), regia di Jack Starrett (1973) - non accreditato
- Uptown Saturday Night, regia di Sidney Poitier (1974) - non accreditato
- Agente Newman (Newman's Law), regia di Richard T. Heffron (1974)
- Prigioniero della seconda strada (The Prisoner of Second Avenue), regia di Melvin Frank (1975)
- Cornbread, Earl and Me, regia di Joseph Manduke (1975)
- Psychic Killer, regia di Ray Danton (1975)
- No Way Back, regia di Fred Williamson (1976)
- Io sono il più grande (The Greatest), regia di Tom Gries (1977)
- Commando Black Tigers (Good Guys Wear Black), regia di Ted Post (1978)
- The Last Reunion, regia di Jay Wertz (1980)
- Police Station - Turno di notte (Vice Squad), regia di Gary Sherman (1982)
- Wargames - Giochi di guerra (WarGames), regia di John Badham (1983)
- The Big Score, regia di Fred Williamson (1983)
- Difficile caso per il tenente Long (Killpoint), regia di Frank Harris (1984)
- Giustizia sommaria (24 Hours to Midnight), regia di Leo Fong (1985)
- Colpo basso (Low Blow), regia di Frank Harris (1986)
- The patriot - Progetto mortale (The Patriot), regia di Frank Harris (1986)
- The Messenger, regia di Fred Williamson (1986)
- It's Murphy's Fault, regia di Robert J. Smawley (1988)
- Il guerriero del Kick Boxing (Blood Street) regia di George Chung e Leo Fong (1988)
- Enemy Unseen, regia di Elmo de Witt (1989)
- No Witnesses, regia di Leo Fong (1990)
- Rabbia ad Harlem (A Rage in Harlem), regia di Bill Duke (1991)
- Weekend con il morto 2 (Weekend at Bernie's II), regia di Robert Klane (1993)
- Moonbase, regia di Paolo Mazzucato (1997)

### Televisione
- Mannix – serie TV, 4 episodi (1971-1974)
- Jarrett, regia di Barry Shear – film TV (1973)
- F.B.I. (The F.B.I.) – serie TV, episodio 9x18 (1974)
- I guaritori (The Healers), regia di Tom Gries – film TV (1974)
- The Law, regia di John Badham – film TV (1974)
- A Cry for Help, regia di Daryl Duke – film TV (1975)
- Killer Commando - Per un pugno di diamanti (Killer Force), regia di Val Guest (1975)
- L'uomo da sei milioni di dollari (The Six Million Dollar Man) – serie TV, episodi 1x05-3x21 (1976)
- Kiss Me, Kill Me, regia di Michael O'Herlihy – film TV (1976)
- Lucy Calls the President, regia di Marc Daniels – film TV (1977)
- Corpo a corpo (Flesh & Blood), regia di Jud Taylor – film TV (1979)
- L'incredibile Hulk (The Incredible Hulk) - serie TV, episodi 3x03-4x01 (1977-1982)
- Alcatraz (Alcatraz: The Whole Shocking Story) – film TV, regia di Paul Krasny (1980)
- La mongolfiera di Charlie (Charlie and the Great Balloon Chase), regia di Larry Elikann – film TV (1981)
- V - Visitors (V) - miniserie TV, 2 puntate (1983)
- Sawyer and Finn, regia di Peter H. Hunt – film TV (1983)
- Hill Street giorno e notte (Hill Street Blues) – serie TV, 4 episodi (1983-1987)
- V - Visitors (V: The Final Battle) - miniserie TV, 3 puntate (1984)
- Ho visto cosa hai fatto... e so chi sei! (I Saw What You Did), regia di Fred Walton – film TV (1988)
- Fuori dal buio (Out of Darkness), regia di Larry Elikann – film TV (1994)
- Beverly Hills 90210 – serie TV, episodio 4x24 (1994)
- L.A. Heat – serie TV, episodio 1x12 (1997)
- Transformed, regia di Efren C. Piñon (2005)